# 2ª Flottiglia MAS
La 2ª Flottiglia MAS fu una unità militare della Regia Marina, dotata di MAS (Motoscafo armato silurante).
Nel 1940, allo scoppio della seconda guerra mondiale era una delle tre flottiglie MAS; le altre due erano la 1ª, poi ridenominata 10ª Flottiglia e la 3ª Flottiglia.

## Storia

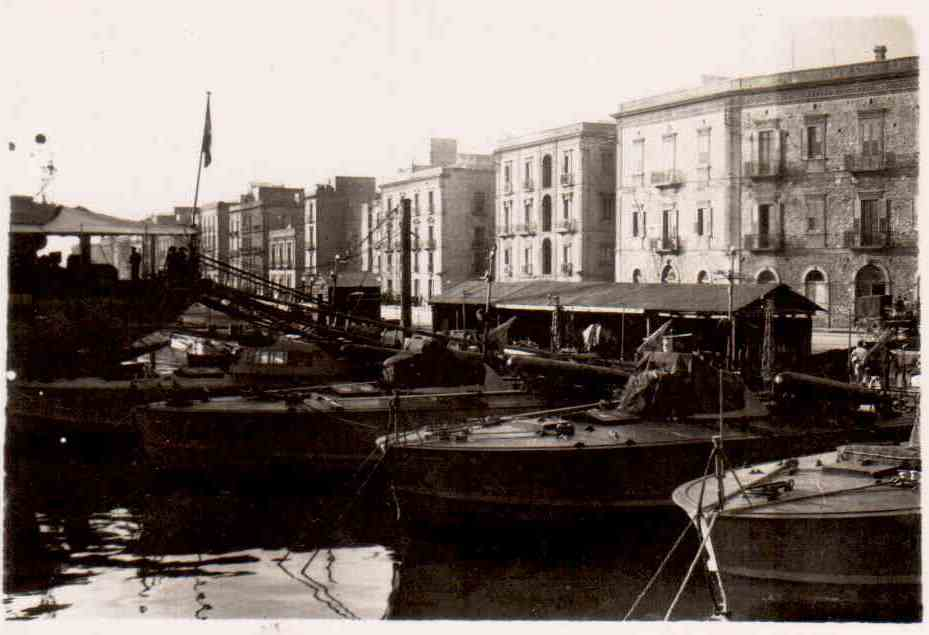
MAS della flottiglia ormeggiati al porto di Trapani nel 1941

Composta da quattro squadriglie con 16 MAS, fu di stanza in Sicilia, a Trapani, e con una squadriglia dislocata a Mazara del Vallo . Comandante della 10ª Squadriglia, all'entrata in guerra dell'Italia, era il tenente di vascello Gino Montipò.
Nel  giugno 1941 fu al comando della  Flottiglia il capitano di fregata  Ernesto Forza. Forza il 24 luglio 1941 guidò sul canale di Sicilia con il MAS 532 un'azione contro una nave alleata che colpiva con due siluri affondandola. Per questa azione ricevette la medaglia d'oro al V.M. . Ad ottobre Forza assunse il comando della 10ª Flottiglia MAS a La Spezia.
Nell'aprile 1943, dipendente da "Generalmas" dell'ammiraglio Aimone Savoia-Aosta, la 2ª Flottiglia era una delle sei flottiglie MAS della Regia Marina, con competenza per il "Basso Tirreno e le acque della Sicilia" .
Con lo sbarco alleato in Sicilia nel luglio 1943 i MAS e i loro equipaggi furono trasferiti prima a Milazzo e, con la caduta della Sicilia in mano agli Alleati, al porto della Spezia.

## Naviglio al giugno 1940
2ª squadriglia 
- MAS 424
- MAS 509
- MAS 543
- MAS 544

9ª squadriglia 
- MAS 512
- MAS 513
- MAS 514
- MAS 515

10ª squadriglia 
- MAS 516
- MAS 517
- MAS 518
- MAS 519

15ª squadriglia 
- MAS 547
- MAS 548
- MAS 549
- MAS 550